# لمور ورزشکار سیل
 لمور ورزشکار سیل (نام علمی: Lepilemur seali) نام یک گونه از سرده لمورهای ورزشکار است.به طور انحصاری در جزیره ماداگاسکار زندگی میکنند.